# San Luis (Pampanga)
San Luis es un municipio filipino de tercera clase, perteneciente a la provincia de la Pampanga, en la isla de Luzón.

## Geografía
El municipio se ve atravesado por el río Grande de la Pampanga, sobre cuya orilla derecha se fundó.

## Historia
El pueblo se fundó en 1761. Hacia mediados del siglo XIX, tenía contabilizada una población de 8443 habitantes, repartidos en 1407 casas. Aparece descrito en el segundo volumen del Diccionario geográfico, estadístico, histórico de las Islas Filipinas (1851) de Manuel Buzeta Núñez y Felipe Bravo con las siguientes palabras:

LUIS (San): pueblo con cura y gobernadorcillo, en la isla de Luzon, prov. de la Pampanga, arz. de Manila; sit. en los 124° 31' long., 14° 59' lat., á la orilla der. del rio Grande de la Pampanga, en terreno llano, y clima templado y saludable. Se fundó en 1761, y en el dia tiene como unas 1,407 casas construidas de caña casi todas, siendo solo la casa parroquial y la de comunidad las que se distinguen entre ellas. En esta última está la cárcel, y el cementerio se halla sit., no muy lejos de la igl., la cual es de mediana fábrica, fundada bajo la advocacion de San Luis y servida por un cura regular. El term. confina por N. con el de Candava (á 1 ¾ leg.); por S. con el de San Simon á 2 millas; al E. tiene el pinac de Candava (á ½ leg.), y por O. linda con Minalin (á 2 ¾ id.) El terreno es fértil y sus prod. son arroz, en poca cantidad, caña dulce, añil, ajonjoli y mucha fruta. La ind. se reduce casi toda á la agricultura, empleándose tambien algunos en la pesca, fabricacion de telas, á lo que se dedican tambien las mugeres, y beneficio de la caña dulce, y añil, y en la estraccion del aceite del ajonjolí. pobl. 8,443 alm., y en 1845 pagaba 1,540 trib., correspondientes á 15,400 rs. plata, que ascienden á 38,500 rs. vn.
(Buzeta y Bravo, 1851, p. 173)

En 2020, tenía censados 58 551 habitantes.